# Ciclo del maiale

Grafico che illustra il ciclo del maiale

Il ciclo del maiale è un termine originariamente derivato dalle scienze agrarie per descrivere una fluttuazione periodica del mercato dei maiali. L'uso si è poi esteso anche nell'ambito dell'economia.
Quando i prezzi tendono a raggiungere valori elevati, gli investimenti tendono ad aumentare. Questo effetto è però ritardato dal tempo necessario alla riproduzione degli animali. Il mercato diviene quindi saturo e ciò si traduce in una diminuzione dei prezzi. Come conseguenza la produzione diminuisce ma gli effetti vengono osservati solo dopo un certo periodo di tempo, quindi si tornerà a una situazione di aumento della domanda e a un aumento dei prezzi. Questo processo si ripete ciclicamente. Il grafico risultante offerta/domanda somiglia a una ragnatela. L'economista agrario Mordecai Ezekiel fu uno dei primi a dare una interpretazione del ciclo del maiale.
In economia questo concetto è stato similmente applicato per la descrizione di vari tipi di mercato. Ad esempio, nell'ambito del mercato del lavoro, salari alti o maggiori possibilità di inserimento lavorativo associati a un particolare settore provocano un aumento di immatricolazioni universitarie relativamente ad un certo indirizzo di studi. Dopo un po' di tempo si giungerà a una condizione di saturazione dell'offerta lavoro e il numero di immatricolazioni tenderà a diminuire. La produzione di beni industriali, il mercato immobiliare e la produzione di petrolio e suoi derivati sono altri importanti esempi in cui è applicato proficuamente il ciclo del maiale.